# Егоркинское сельское поселение
Его́ркинское се́льское поселе́ние (чув. Якуртушкăнь ял тӑрӑхӗ) — упразднённое муниципальное образование в составе Шумерлинского района Чувашской Республики.
Административный центр — деревня Егоркино.
Законом Чувашской Республики от 14.05.2021 № 31 к 24 мая 2021 году упразднено в связи с преобразованием Шумерлинского района в муниципальный округ.

## Население
Численность населения — 1515 человек, домохозяйств — 592.

## Административное деление
| Название НП | Тип НП  | Население 2007 год, чел. |
| ----------- | ------- | ------------------------ |
| Егоркино    | Деревня |                          |
| Пояндайкино | Деревня |                          |
| Савадеркино | Деревня |                          |
| Малиновка   | Посёлок |                          |
| Яхайкино    | Посёлок |                          |

## Экономика
На территории сельского поселения расположены:
- СХПК «Большевик»;
- Филиал Шумерлинского отделения сбербанка России;
- Егоркинское отделение связи.

## Социальная сфера
- МОУ «Егоркинская СОШ»;
- Егоркинская сельская модельная библиотека;
- Егоркинский фельдшерско-акушерский пункт.